# Korona Schliffenów
Korona Schliffenów, Korona Schlieffenów – gotycki świecznik znajdujący się w nawie głównej konkatedry Wniebowzięcia Najświętszej Maryi Panny w Kołobrzegu

## Historia
Drewniany żyrandol ufundowany w 1523 roku przez zamożną rodzinę mieszczańską Schliffenów (Schlieffenów) jako wotum do kolegiaty kołobrzeskiej. Przetrwał bombardowanie kościoła w 1945 roku, gdyż został wcześniej ukryty przez pastora kołobrzeskiej fary. Po odbudowie świątyni w latach 70. XX wieku wrócił na swoje dawne miejsce.

## Opis
Świecznik jest wykonany z drewna. Ma kształt wydłużonego ośmiokąta z dwunastoma ramionami, z których osiem zakończonych jest tulejami na świece, a cztery figurkami aniołów. W środku cyborium znajdują się dwie figury Matki Bożej z Dzieciątkiem i Jana Chrzciciela oddzielone od siebie mandorlą. Na czterech kolumienkach i na brzegach sklepienia świecznik ozdabiają figurki dwunastu apostołów, a powyżej nich dekoracja o motywach roślinnych.
Całość konstrukcji wieńczy baldachim z obramieniem lambrekinowym imitujący nieboskłon. 